# Creek
Los muscogui, muskogui o creek (en idioma maskoki: mvskoke [məskoke]) son una nación amerindia ubicada en el sureste de los EE. UU. Su lengua, llamada maskoki, pertenece al grupo lingüístico de las lenguas muskogui. 
En los siglos XVII y XVIII formaron con otras tribus (entre ellas los seminolas) la llamada Unión de los Creek. Los miembros de esta vivieron en la mayor parte de los actuales estados de Georgia y Alabama. Los seminolas se originaron a partir de la mixogénesis de creeks, apalaches, alabamas, timucuas, españoles, esclavos cimarrones de origen africano e incluso otros individuos de origen europeo (ingleses, escoceses, irlandeses, etc.,) por lo cual resultaron bastante diferenciados de los creek o cric.
Los creeks fueron considerados entre las Cinco Tribus Civilizadas (Five Civilized Tribes en inglés),  término aplicado a cinco naciones indígenas del actual sur de los Estados Unidos, incluidos los cheroqui, los chickasaw, los choctaw y los seminola, considerados civilizados por los colonos europeos durante el periodo colonial y federal temprano porque habían adoptado muchas costumbres occidentales (incluyendo la posesión de plantaciones y esclavos) y habían tenido en general buenas relaciones con sus vecinos. 
En 1825 unos caciques creeks firmaron el Tratado de Indian Springs (Tratado de las Fuentes Indias), mediante el cual cedieron la mayor parte del territorio de su tribu en la Georgia estadounidense. Por eso uno de ellos, William McIntosh, fue asesinado por otros creeks como traidor en el mismo año.

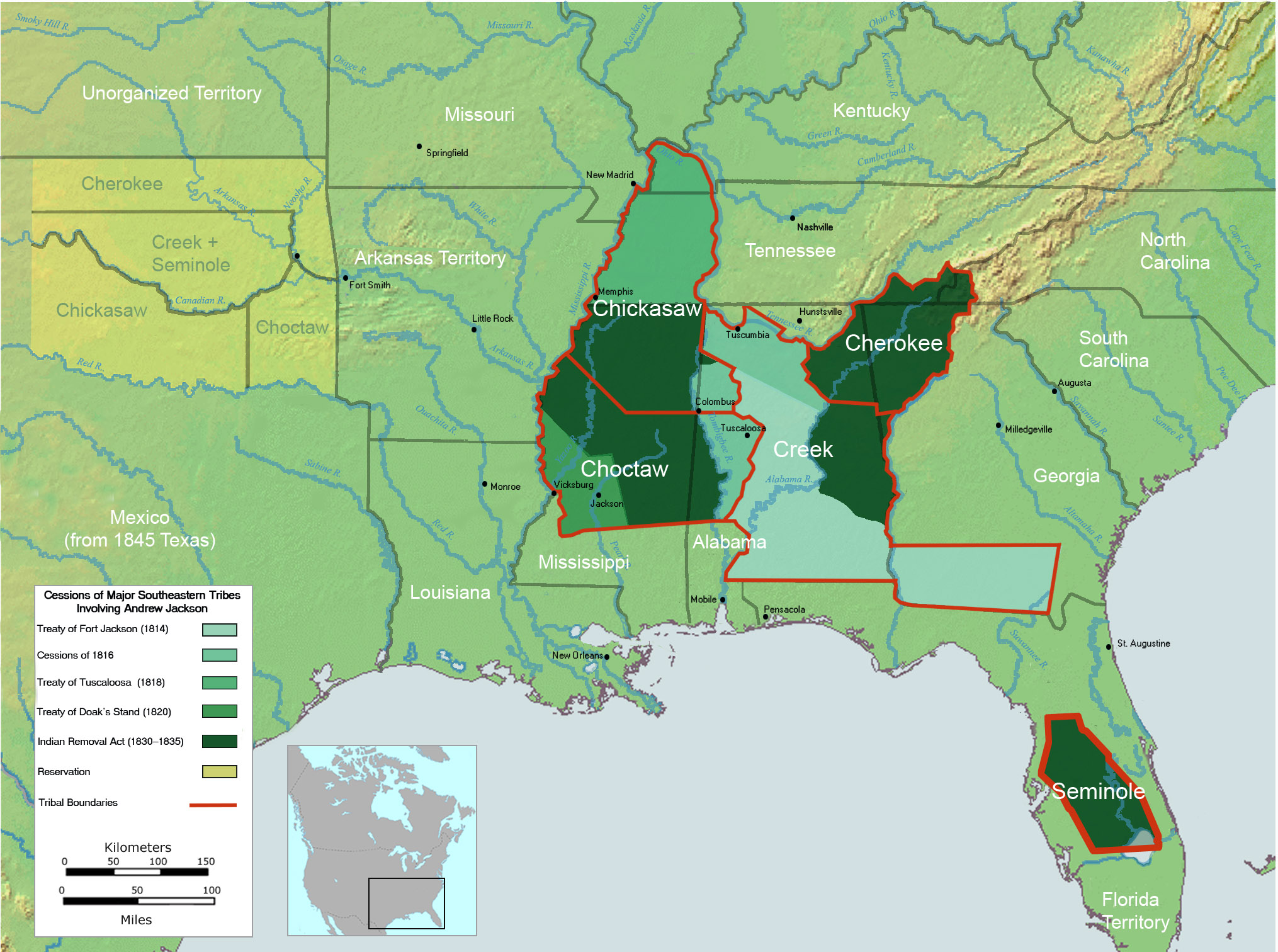
Pérdida de regiones creek en favor de EE.UU. en el primer tercio del siglo

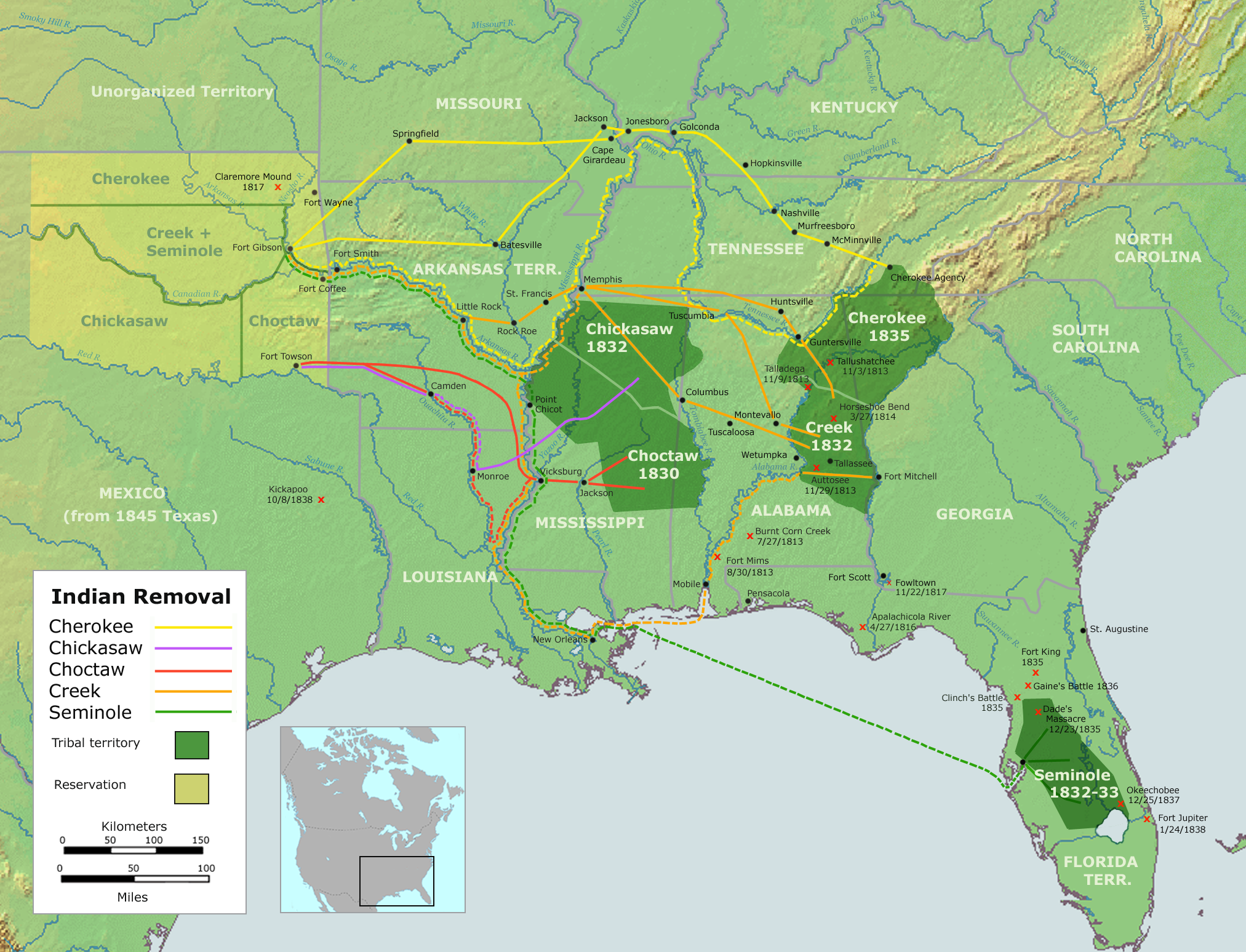
Traslado forzoso (sendero de lágrimas) de los creek (1832)

Con el nuevo presidente estadounidense, John Quincy Adams, el tratado fue declarado irrelevante en el Tratado de Washington en 1826. Es el único tratado con indios ya ratificado por el Senado que fue anulado.
Con la Ley de Expulsión de Indios del presidente Andrew Jackson en 1830, la mayoría de los creeks fueron expulsados de su territorio en Georgia al llamado Territorio Indio (hoy Oklahoma).